# The Greatest Thing I've Ever Learned
The Greatest Think I've Learned è l'album d'esordio del gruppo musicale statunitense Alpha Rev, pubblicato il 21 settembre 2006 dalla Hollywood Records.

## Tracce
Testi e musiche di Casey McPherson.
1. Stuck in a Crowd – 7:24
2. China Sunrise – 6:06
3. Wedding Day – 5:03
4. American Jesus – 5:10
5. The Beauty of Falling Down – 6:25
6. Midnight – 4:46
7. My Situation – 7:17
8. Tough I Walk – 7:01
9. Colder Moths – 11:46